# Comuna Viline, Bahciîsarai
Viline (în ucraineană Віліне) este o comună în raionul Bahciîsarai, Republica Autonomă Crimeea, Ucraina, formată din satele Rozsadne și Viline (reședința).

## Demografie
Componența lingvistică a comunei Viline
     Rusă (67,73%)
     Tătară crimeeană (18,63%)
     Ucraineană (8,62%)
     Alte limbi (0,45%)
Conform recensământului din 2001, majoritatea populației comunei Viline era vorbitoare de rusă (67,73%), existând în minoritate și vorbitori de tătară crimeeană (18,63%) și ucraineană (8,62%).